# 고창향교 대성전
고창향교 대성전(高敞鄕校 大成殿)은 대한민국 전북특별자치도 고창군 고창향교에 있는 건축물이다. 1985년 8월 1일 전라북도의 문화재자료 제98호로 지정되었다.

## 개요
향교는 공자와 여러 성현들에게 제사를 지내고, 지방민의 교육과 교화를 위해 나라에서 세운 교육기관이다.
고창향교는 고려 공민왕(재위 1351∼1374) 때 월곡리에 있던 학당사를 옮겨온 것으로, 조선 중종 7년(1512)에 다시 지었다. 대성전은 선조 38년(1605)에 수리하였고, 1974년에 기와를 보수하였다.
규모는 앞면 3칸·옆면 2칸이며, 지붕은 옆에서 볼 때 사람 인(人)자 모양인 맞배지붕이다. 안쪽에는 공자를 비롯한 그 제자와 한국 성현들의 위패를 모시고 있다.
조선시대에는 나라에서 토지와 노비·책 등을 지원받아 학생을 가르쳤으나, 지금은 교육 기능은 없어지고 제사 기능만 남아 있다.
고창향교는 이 지방의 향토사 연구에 필요한 많은 책을 소장하고 있다.

## 참고 자료
- 고창향교 대성전 - 국가유산청 국가유산포털